# Templo de Vertumno
Templo de Vertumno (em latim: Aedes Vertumni) era um antigo templo de Roma dedicado ao deus etrusco Vertumno localizado no monte Aventino. Foi construído por Marco Fúlvio Flaco depois da conquista de Volsínios em 264 a.C.. Segundo o costume romano do evocatio, era necessário reparar as relações com o deus protetor da cidade derrotada, onde ficava um santuário utilizado pela liga das doze cidades etruscas. Segundo as fontes, o templo abrigava uma pintura do cônsul Flaco triunfante. A exata localização do edifício é desconhecida, mas sabe-se que ficava perto das Termas Suranas, construídas séculos depois.